# Marlon Tapales
Marlon Tapales est un boxeur philippin né le 23 mars 1992 à Tubod.

## Carrière
Passé professionnel en 2008, il devient champion du monde des poids coqs WBO le 27 juillet 2016 après sa victoire par KO au onzième round contre Pungluang Sor Singyu. Il est dépossédé de son titre le 22 avril 2017 pour ne pas avoir réussi à respecter la limite de poids autorisée la veille de son combat contre Shohei Omori (qu'il bat tout de même en 11 rounds). Passé dans la catégorie des poids super-coqs, Tapales remporte les ceintures de champion du monde WBA et IBF le 8 avril 2023 après sa victoire aux points contre Murodjon Ahmadaliyev. Il les cède dès le combat suivant face à Naoya Inoue, champion WBO et WBC, le 26 décembre 2023.

## Référence
1. ↑  (en) Marlon Tapales Shocks Pungluang Sor Singyu, Wins WBO Belt (boxingscene.com)